# Torneio de Roland Garros de 2013
O Torneio de Roland Garros de 2013 foi um torneio de tênis disputado nas quadras de saibro do Stade Roland Garros, em Paris, na França, entre 26 de maio e 9 de junho. Corresponde à 46ª edição da era aberta e à 112ª de todos os tempos.
Rafael Nadal era o atual tricampeão no simples masculino, e ao conquistar o título se tornou o primeiro tenista a vencer o mesmo Grand Slam oito vezes. Maria Sharapova era a atual campeã de simples feminino, mas perdeu na final para Serena Williams.

## Pontuação e premiação

### Distribuição de pontos
ATP e WTA informam suas pontuações em Grand Slam, distintas entre si, em simples e em duplas. A ITF responde exclusivamente pelos juvenis e cadeirantes.
Considerados torneios amistosos, os de duplas mistas e lendárias não geram pontos.
No juvenil, os simplistas jogam duas fases de qualificatório, mas só os que passam à chave principal pontuam. Em duplas, a pontuação é por jogador. Os campeões de ambas modalidades recebem pontos adicionais de bônus (os valores da tabela já somam as duas pontuações).
Este é o último ano que WTA e ITF, no juvenil, usam esse sistema de pontos.

#### Profissional
| Evento            | V    | F    | SF  | QF  | R16 | R32 | R64 | R128 | Q  | Q3 | Q2 | Q1 |
| Simples masculino | 2000 | 1200 | 720 | 360 | 180 | 90  | 45  | 10   | 25 | 16 | 8  | 0  |
| Duplas masculinas | 2000 | 1200 | 720 | 360 | 180 | 90  | 0   | —    | —  | —  | —  | —  |
| Simples feminino  | 2000 | 1400 | 900 | 500 | 280 | 160 | 100 | 5    | 60 | 50 | 40 | 2  |
| Duplas femininas  | 2000 | 1400 | 900 | 500 | 280 | 160 | 5   | —    | —  | —  | —  | —  |

| Evento            | V   | F   | SF  | QF | R16 | R32 | R64 | Q  | Q2 | Q1 |
| Simples Masculino | 500 | 180 | 120 | 80 | 50  | 30  | 25* | 20 | 0  | 0  |
| Simples Feminino  | 500 | 180 | 120 | 80 | 50  | 30  | 25* | 20 | 0  | 0  |
| Duplas Masculinas | 360 | 120 | 80  | 50 | 30  | 0   | —   | —  | —  | —  |
| Duplas Femininas  | 360 | 120 | 80  | 50 | 30  | 0   | —   | —  | —  | —  |

| Evento  | V   | F   | SF  | QF  |
| Simples | 800 | 500 | 375 | 100 |
| Duplas  | 800 | 500 | 100 | —   |

### Premiação
A premiação geral aumentou 17,75% em relação a 2012. Os títulos de simples tiveram um acréscimo de € 250.000 cada.
O número de participantes em simples se difere somente na fase qualificatória (128 homens contra 96 mulheres). Os valores para duplas são por par. Diferentemente da pontuação, não há recompensa aos vencedores do qualificatório.
As duplas lendárias jogam três eventos: acima e abaixo de 45 anos no masculino e sem limite de idade no feminino. Homens ganham mais que as mulheres. Os juvenis não são pagos.
| Evento                          | V           | F         | SF        | QF        | Últimos 16 | Últimos 32 | Últimos 64 | Últimos 128 | Q3        | Q2        | Q1        |
| Contemplados                    | 1           | 1         | 2         | 4         | 8          | 16         | 32         | 64          | 16H / 12M | 32H / 24M | 64H / 48M |
| Simples (2)                     | € 1.500.000 | € 750.000 | € 375.000 | € 190.000 | € 100.000  | € 60.000   | € 35.000   | € 21.000    | € 10.000  | € 5.000   | € 2.500   |
| Duplas (2)                      | € 360.000   | € 180.000 | € 90.000  | € 50.000  | € 28.000   | € 15.000   | € 8.000    | —           | —         | —         | —         |
| Duplas mistas                   | € 105.000   | € 53.000  | € 26.500  | € 13.000  | € 7.000    | € 3.500    | —          | —           | —         | —         | —         |
| Simples cadeirante (2)          | € 18.000    | € 9.000   | € 5.000   | € 3.500   | —          | —          | —          | —           | —         | —         | —         |
| Duplas cadeirantes (2)          | € 6.000     | € 3.000   | € 1.800   | —         | —          | —          | —          | —           | —         | —         | —         |
| Duplas lendárias masculinas (2) | € 40.000    | € 28.000  | € 22.000* | € 17.000* | —          | —          | —          | —           | —         | —         | —         |
| Duplas lendárias femininas      | € 35.000    | € 26.000  | € 22.000* | € 17.000* | —          | —          | —          | —           | —         | —         | —         |

Total dos eventos: € 21.017.200
Per diem (estimado): € 1.025.000
Total da premiação: € 22.042.200

## Cabeças de chave

### Simples

#### Masculino
| #  | Rk | Jogador               | Pontos | Pontos a defender | Pontos ganhos | Nova pontuação | Status                                               |
| -- | -- | --------------------- | ------ | ----------------- | ------------- | -------------- | ---------------------------------------------------- |
| 1  | 1  | Novak Djokovic        | 12,310 | 1,200             | 720           | 11,830         | Semifinais, perdeu para Rafael Nadal [3]             |
| 2  | 3  | Roger Federer         | 8,000  | 720               | 360           | 7,640          | Quartas de final, perdeu para Jo-Wilfried Tsonga [6] |
| 3  | 4  | Rafael Nadal          | 6,895  | 2,000             | 2,000         | 6,895          | Campeão, derrotou David Ferrer [4]                   |
| 4  | 5  | David Ferrer          | 6,740  | 720               | 1,200         | 7,220          | Vice-campeão, perdeu para Rafael Nadal [3]           |
| 5  | 6  | Tomáš Berdych         | 4,685  | 180               | 10            | 4,515          | Primeira rodada, perdeu para Gaël Monfils (WC)       |
| 6  | 8  | Jo-Wilfried Tsonga    | 3,795  | 360               | 720           | 4,155          | Semifinais, perdeu para David Ferrer [4]             |
| 7  | 9  | Richard Gasquet       | 3,090  | 180               | 180           | 3,090          | Quarta rodada, perdeu para Stanislas Wawrinka [9]    |
| 8  | 10 | Janko Tipsarević      | 2,480  | 180               | 90            | 2,390          | Terceira rodada, perdeu para Mikhail Youzhny [29]    |
| 9  | 11 | Stanislas Wawrinka    | 2,630  | 180               | 360           | 2,810          | Quartas de final, perdeu para Rafael Nadal [3]       |
| 10 | 12 | Marin Čilić           | 2,570  | 90                | 90            | 2,570          | Terceira rodada, perdeu para Viktor Troicki          |
| 11 | 13 | Nicolás Almagro       | 2,375  | 360               | 180           | 2,195          | Quarta rodada, perdeu para Tommy Robredo [32]        |
| 12 | 14 | Tommy Haas            | 2,340  | 115               | 360           | 2,585          | Quartas de final, perdeu para Novak Djokovic [1]     |
| 13 | 15 | Kei Nishikori         | 2,315  | 0                 | 180           | 2,495          | Quarta rodada, perdeu para Rafael Nadal [3]          |
| 14 | 16 | Milos Raonic          | 2,225  | 90                | 90            | 2,225          | Terceira rodada, perdeu para Kevin Anderson [23]     |
| 15 | 17 | Gilles Simon          | 1,895  | 90                | 180           | 1,985          | Quarta rodada, perdeu para Roger Federer [2]         |
| 16 | 18 | Philipp Kohlschreiber | 1,750  | 45                | 180           | 1,885          | Quarta rodada, perdeu para Novak Djokovic [1]        |
| 17 | 19 | Juan Mónaco           | 1,910  | 180               | 10            | 1,740          | Primeira rodada, perdeu para Daniel Gimeno-Traver    |
| 18 | 20 | Sam Querrey           | 1,730  | 10                | 90            | 1,810          | Terceira rodada, perdeu para Gilles Simon [15]       |
| 19 | 21 | John Isner            | 1,690  | 45                | 90            | 1,735          | Terceira rodada, perdeu para Tommy Haas [12]         |
| 20 | 22 | Andreas Seppi         | 1,530  | 180               | 90            | 1,440          | Terceira rodada, perdeu para Nicolás Almagro [11]    |
| 21 | 23 | Jerzy Janowicz        | 1,524  | 16                | 90            | 1,598          | Terceira rodada, perdeu para Stanislas Wawrinka [9]  |
| 22 | 24 | Alexandr Dolgopolov   | 1,500  | 10                | 10            | 1,500          | Primeira rodada, perdeu para Dmitry Tursunov         |
| 23 | 25 | Kevin Anderson        | 1,420  | 90                | 180           | 1,510          | Quarta rodada, perdeu para David Ferrer [4]          |
| 24 | 26 | Benoît Paire          | 1,405  | 45                | 90            | 1,450          | Terceira rodada, perdeu para Kei Nishikori [13]      |
| 25 | 27 | Jérémy Chardy         | 1,371  | 45                | 90            | 1,416          | Terceira rodada, perdeu para Jo-Wilfried Tsonga [6]  |
| 26 | 28 | Grigor Dimitrov       | 1,355  | 45                | 90            | 1,400          | Terceira rodada, perdeu para Novak Djokovic [1]      |
| 27 | 29 | Fabio Fognini         | 1,345  | 90                | 90            | 1,345          | Terceira rodada, perdeu para Rafael Nadal [3]        |
| 28 | 30 | Florian Mayer         | 1,290  | 45                | 10            | 1,255          | Primeira rodada, perdeu para Denis Istomin           |
| 29 | 31 | Mikhail Youzhny       | 1,265  | 90                | 180           | 1,355          | Quarta rodada, perdeu para Tommy Haas [12]           |
| 30 | 32 | Julien Benneteau      | 1,200  | 90                | 90            | 1,200          | Terceira rodada, perdeu para Roger Federer [2]       |
| 31 | 33 | Marcel Granollers     | 1,145  | 180               | 10            | 965            | Primeira rodada, perdeu para Feliciano López         |
| 32 | 34 | Tommy Robredo         | 1,095  | (100)1            | 360           | 1,355          | Quartas de final, perdeu para David Ferrer [4]       |

##### Desistências
| Rk | Jogador               | Pontos | Pontos a defender | Nova pontuação | Desistiu devido a |
| -- | --------------------- | ------ | ----------------- | -------------- | ----------------- |
| 2  | Andy Murray           | 8,670  | 360               | 8,310          | Lesão nas costas  |
| 7  | Juan Martín del Potro | 4,320  | 360               | 3,960          | Virose            |

#### Feminino
| #  | Rk | Jogadora                 | Pontos | Pontos a defender | Pontos ganhos | Nova pontuação | Status                                              |
| -- | -- | ------------------------ | ------ | ----------------- | ------------- | -------------- | --------------------------------------------------- |
| 1  | 1  | Serena Williams          | 11,620 | 5                 | 2,000         | 13,615         | Campeã, derrotou Maria Sharapova [2]                |
| 2  | 2  | Maria Sharapova          | 10,015 | 2,000             | 1,400         | 9,415          | Vice-campeã, perdeu para Serena Williams [1]        |
| 3  | 3  | Victoria Azarenka        | 9,005  | 280               | 900           | 9,625          | Semifinais, perdeu para Maria Sharapova [2]         |
| 4  | 4  | Agnieszka Radwańska      | 6,125  | 160               | 500           | 6,465          | Quartas de final, perdeu para Sara Errani [5]       |
| 5  | 5  | Sara Errani              | 5,835  | 1,400             | 900           | 5,335          | Semifinals lost to Serena Williams [1]              |
| 6  | 6  | Li Na                    | 5,335  | 280               | 100           | 5,155          | Segunda rodada, perdeu para Bethanie Mattek-Sands   |
| 7  | 7  | Petra Kvitová            | 5,175  | 900               | 160           | 4,435          | Terceira rodada, perdeu para Jamie Hampton          |
| 8  | 8  | Angelique Kerber         | 5,135  | 500               | 280           | 4,915          | Quarta rodada, perdeu para Svetlana Kuznetsova      |
| 9  | 9  | Samantha Stosur          | 3,645  | 900               | 160           | 2,905          | Terceira rodada, perdeu para Jelena Janković [18]   |
| 10 | 10 | Caroline Wozniacki       | 3,625  | 160               | 100           | 3,565          | Segunda rodada, perdeu para Bojana Jovanovski       |
| 11 | 11 | Nadia Petrova            | 3,065  | 160               | 5             | 2,910          | Primeira rodada, perdeu para Mónica Puig            |
| 12 | 12 | Maria Kirilenko          | 3,036  | 100               | 500           | 3,436          | Quartas de final, perdeu para Victoria Azarenka [3] |
| 13 | 13 | Marion Bartoli           | 2,845  | 100               | 160           | 2,905          | Terceira rodada, perdeu para Francesca Schiavone    |
| 14 | 14 | Ana Ivanovic             | 2,800  | 160               | 280           | 2,920          | Quarta rodada, perdeu para Agnieszka Radwańska [4]  |
| 15 | 15 | Roberta Vinci            | 2,785  | 5                 | 280           | 3,060          | Quarta rodada, perdeu para Serena Williams [1]      |
| 16 | 16 | Dominika Cibulková       | 2,540  | 500               | 100           | 2,140          | Segunda rodada, perdeu para Marina Erakovic         |
| 17 | 17 | Sloane Stephens          | 2,530  | 280               | 280           | 2,530          | Quarta rodada, perdeu para Maria Sharapova [2]      |
| 18 | 18 | Jelena Janković          | 2,500  | 100               | 500           | 2,900          | Quartas de final, perdeu para Maria Sharapova [2]   |
| 19 | 19 | Anastasia Pavlyuchenkova | 2,010  | 160               | 100           | 1,950          | Segunda rodada, perdeu para Petra Cetkovská         |
| 20 | 20 | Carla Suárez Navarro     | 1,975  | 160               | 280           | 2,095          | Quarta rodada, perdeu para Sara Errani [5]          |
| 21 | 21 | Kirsten Flipkens         | 1,908  | 30                | 100           | 1,978          | Segunda rodada, perdeu para Francesca Schiavone     |
| 22 | 22 | Ekaterina Makarova       | 1,811  | 5                 | 5             | 1,811          | Primeira rodada, perdeu para Svetlana Kuznetsova    |
| 23 | 23 | Klára Zakopalová         | 1,745  | 280               | 5             | 1,470          | Primeira rodada, perdeu para Kaia Kanepi            |
| 24 | 24 | Julia Görges             | 1,605  | 160               | 5             | 1,450          | Primeira rodada, perdeu para Zuzana Kučová (Q)      |
| 25 | 25 | Lucie Safarova           | 1,595  | 100               | 5             | 1,500          | Primeira rodada, perdeu para Jamie Hampton          |
| 26 | 26 | Sorana Cîrstea           | 1,595  | 5                 | 160           | 1,750          | Terceira rodada, perdeu para Serena Williams [1]    |
| 27 | 27 | Yaroslava Shvedova       | 1,572  | 560               | 5             | 1,017          | Primeira rodada, perdeu para Paula Ormaechea (Q)    |
| 28 | 28 | Tamira Paszek            | 1,539  | 5                 | 5             | 1,539          | Primeira rodada, perdeu para Melanie Oudin          |
| 29 | 29 | Varvara Lepchenko        | 1,686  | 280               | 160           | 1,566          | Terceira rodada, perdeu para Angelique Kerber [8]   |
| 30 | 30 | Venus Williams           | 1,546  | 100               | 5             | 1,451          | Primeira rodada, perdeu para Urszula Radwańska      |
| 31 | 31 | Alizé Cornet             | 1,610  | 5                 | 160           | 1,765          | Terceira rodada, perdeu para Victoria Azarenka [3]  |
| 32 | 32 | Sabine Lisicki           | 1,526  | 5                 | 160           | 1,681          | Terceira rodada, perdeu para Sara Errani [5]        |

## Convidados à chave principal

### Simples

#### Masculino
- Marc Gicquel
- Alex Kuznetsov
- Nick Kyrgios
- Nicolas Mahut
- Adrian Mannarino
- Gaël Monfils
- Lucas Pouille
- Florent Serra

#### Feminino
- Ashleigh Barty
- Claire Feuerstein
- Stéphanie Foretz-Gacon
- Caroline Garcia
- Irena Pavlovic
- Virginie Razzano
- Aravane Rezaï
- Shelby Rogers

### Duplas

#### Masculinas
- Jonathan Dasnières de Veigy /  Florent Serra
- Jonathan Eysseric /  Fabrice Martin
- Marc Gicquel /  Édouard Roger-Vasselin
- Pierre-Hugues Herbert /  Nicolas Renavand
- Paul-Henri Mathieu /  Lucas Pouille
- Gaël Monfils /  Josselin Ouanna
- Albano Olivetti /  Maxime Teixeira

#### Femininas
- Séverine Beltrame /  Laura Thorpe
- Julie Coin /  Pauline Parmentier
- Alizé Cornet /  Virginie Razzano
- Stéphanie Foretz Gacon /  Irena Pavlovic
- Caroline Garcia /  Mathilde Johansson
- Alizé Lim /  Aravane Rezaï
- Serena Williams /  Venus Williams

#### Mistas
- Séverine Beltrame /  Benoît Paire
- Julie Coin /  Nicolas Mahut
- Alizé Cornet /  Gilles Simon
- Stéphanie Foretz Gacon /  Édouard Roger-Vasselin
- Caroline Garcia /  Marc Gicquel
- Alizé Lim /  Jérémy Chardy

## Qualificados à chave principal

### Simples

#### Masculino
1. Jiří Veselý
2. Vasek Pospisil
3. Steve Darcis
4. Pere Riba
5. Steve Johnson
6. Andreas Beck
7. Julian Reister
8. Somdev Devvarman
9. Pablo Carreño-Busta
10. Maxime Teixeira
11. Denis Kudla
12. Jan-Lennard Struff
13. Jack Sock
14. Daniel Muñoz de la Nava
15. Michał Przysiężny
16. James Duckworth

Os seguintes jogadores entraram na chave de simples como lucky losers:
1. Andreas Haider-Maurer
2. Illya Marchenko
3. Rhyne Williams

### Feminino
1. Barbora Záhlavová-Strýcová
2. Mariana Duque
3. Vania King
4. Yuliya Beygelzimer
5. Paula Ormaechea
6. Grace Min
7. Anna Karolína Schmiedlová
8. Dinah Pfizenmaier
9. Sandra Záhlavová
10. Galina Voskoboeva
11. Julia Glushko
12. Zuzana Kučová

## Finais

### Profissional
| Categoria | Evento    | Campeã(s)(o/ões)                 | Vice-campeã(s)(o/ões)             | Resultado        | Chave(s)  | Chave(s)       |
| --------- | --------- | -------------------------------- | --------------------------------- | ---------------- | --------- | -------------- |
| Simples   | Masculino | Rafael Nadal                     | David Ferrer                      | 6–3, 6–2, 6–3    | principal | qualificatório |
| Simples   | Feminino  | Serena Williams                  | Maria Sharapova                   | 6–4, 6–4         | principal | qualificatório |
| Duplas    | Masculino | Bob Bryan Mike Bryan             | Michaël Llodra Nicolas Mahut      | 6–4, 4–6, 7–64   | principal | principal      |
| Duplas    | Feminino  | Ekaterina Makarova Elena Vesnina | Sara Errani Roberta Vinci         | 7–5, 6–2         | principal | principal      |
| Duplas    | Misto     | Lucie Hradecká František Čermák  | Kristina Mladenovic Daniel Nestor | 1–6, 6–4, [10–5] | principal | principal      |

### Juvenil
| Categoria | Evento    | Campeã(s)(o/ões)                      | Vice-campeã(s)(o/ões)                 | Resultado | Chave     | Chave          |
| --------- | --------- | ------------------------------------- | ------------------------------------- | --------- | --------- | -------------- |
| Simples   | Masculino | Christian Garin                       | Alexander Zverev                      | 6–4, 6–1  | principal | qualificatório |
| Simples   | Feminino  | Belinda Bencic                        | Antonia Lottner                       | 6–1, 6–3  | principal | qualificatório |
| Duplas    | Masculino | Kyle Edmund Frederico Ferreira Silva  | Christian Garin Nicolás Jarry         | 6–3, 6–3  | principal | principal      |
| Duplas    | Feminino  | Barbora Krejčiková Kateřina Siniaková | Doménica González Beatriz Haddad Maia | 7–5, 6–2  | principal | principal      |

### Cadeirante
| Categoria | Evento    | Campeã(s)(o/ões)               | Vice-campeã(s)(o/ões)             | Resultado        | Chave     |
| --------- | --------- | ------------------------------ | --------------------------------- | ---------------- | --------- |
| Simples   | Masculino | Stéphane Houdet                | Shingo Kunieda                    | 7–5, 5–7, 7–65   | principal |
| Simples   | Feminino  | Sabine Ellerbrock              | Jiske Griffioen                   | 6–3, 3–6, 6–1    | principal |
| Duplas    | Masculino | Stéphane Houdet Shingo Kunieda | Gordon Reid Ronald Vink           | 3–6, 6–4, [10–6] | principal |
| Duplas    | Feminino  | Jiske Griffioen Aniek van Koot | Sabine Ellerbrock Sharon Walraven | 6–2, 6–3         | principal |

### Outros eventos
| Categoria        | Evento                      | Campeã(s)(o/ões)                 | Vice-campeã(s)(o/ões)                | Resultado            | Chave     |           |
| ---------------- | --------------------------- | -------------------------------- | ------------------------------------ | -------------------- | --------- | --------- |
| Duplas lendárias | Masculino acima de 45 anos  | Andrés Gómez Mark Woodforde      | Mansour Bahrami Pat Cash             | 6–1, 7–62            | principal | principal |
| Duplas lendárias | Masculino abaixo de 45 anos | Cédric Pioline Fabrice Santoro   | Albert Costa Carlos Moyá             | 4–6, 6–4, [4–1], ab. | principal | principal |
| Duplas lendárias | Feminino                    | Lindsay Davenport Martina Hingis | Elena Dementieva Martina Navrátilová | 6–4, 6–2             | principal | principal |